# Weltkoordinatensystem
Das Weltkoordinatensystem bezeichnet das Ursprungskoordinatensystem, mit dem die damit verknüpften relativen Koordinatensysteme referenziert sind. Das Weltkoordinatensystem wird durch orthogonale Achsen beschrieben und durch ein kartesisches Koordinatensystem repräsentiert.

## CAD-Systeme
Für CAD-Systeme beschreibt das Weltkoordinatensystem die oberste Schicht aller Visualisierungen. Hierbei wird fast ausschließlich das rechtshändige Koordinatensystem eingesetzt.

## Robotik
Das Weltkoordinatensystem beschreibt in der Robotik das Gesamtkoordinatensystem eines Roboter-Ensembles und ist unabhängig von der Bewegung des Roboters.

## Bewegungssensoren
Im Bereich der Inertialsensorik beschreibt das Weltkoordinatensystem mit x die Hauptbewegungsrichtung, y die Querbewegung und z die Vertikalbewegung.
Bei der Aktivitätserkennung des Menschen mittels Beschleunigungssensoren zur Bestimmung der körperlichen Aktivität wird der Ursprung des Weltkoordinatensystems in die Mitte des Schädels in Höhe der Augen gelegt. Dieser Ursprung entspricht dem vestibulären (gleichgewichtssinnbezogenen) Bezugssystem des Menschen.